# Rhipicephalus annulatus
Rhipicephalus annulatus är en fästingart som beskrevs av Thomas Say 1821. Rhipicephalus annulatus ingår i släktet Rhipicephalus och familjen hårda fästingar. Inga underarter finns listade i Catalogue of Life.